# Amin Affane
Amin Tareq Affane (Angered, Suecia, 21 de enero de 1994), más conocido como Amin Affane, es un exfutbolista sueco de ascendencia marroquí. Jugaba como centrocampista o defensa.

## Trayectoria
Amin comenzó su carrera en el Lärje-Angereds IF de su ciudad natal, donde sobresalió de tal manera que varios clubes importantes de toda Europa estuvieron tras sus pasos.
El 20 de febrero de 2010 fue fichado por el Chelsea F. C. de Inglaterra, firmando un contrato de 3 años, el cual entró en vigor en julio del mismo año.
Puso fin a su carrera en 2020 con tan solo 26 años debido a una lesión.

## Selección nacional
Fue internacional con las categorías inferiores de la selección de Suecia.

## Clubes
| Club                      | País         | Año       |
| ------------------------- | ------------ | --------- |
| Chelsea F. C.             | Inglaterra   | 2011-2013 |
| Roda JC Kerkrade (cedido) | Países Bajos | 2012-2013 |
| Energie Cottbus           | Alemania     | 2013-2014 |
| VfL Wolfsburgo II         | Alemania     | 2014-2015 |
| Arminia Bielefeld         | Alemania     | 2015-2016 |
| AIK Estocolmo             | Suecia       | 2016-2017 |
| IFK Göteborg              | Suecia       | 2018-2020 |
| Örgryte IS (cedido)       | Suecia       | 2019      |